# Carl Moll
Carl Julius Rudolf Moll (Viena, 23 de abril de 1861 – Viena, 13 de abril de 1945) foi um pintor austríaco ligado ao Art Nouveau e à Secessão de Viena.